# الرجل الأرجواني
الرجل الأرجواني هو شرير خارق في مارفل كومكس من ابتكار ستان لي وجو أورلاندو،ظهرت الشخصية لأول مرة في نوفمبر 1964.